# Bengt Forsberg
Bengt Erik Forsberg (* 26 de julio de 1952; Edsleskog, Dalsland, Suecia) es un pianista y organista sueco.
Hijo de Sven Forsberg e Ingrid Bexell, se graduó en la Escuela Real de Música de Gotenburgo perfeccionándose luego con Peter Feuchtwanger en Londres y Herman David Koppel en Copenhague.
Ha actuado en Escandinavia como solista con las más importantes orquestas de la región destacándose por cultivar el repertorio estándar (Bach, Beethoven, Chopin, Schumann) y un amplio repertorio de compositores menos conocidos - Hahn, Peterson Berger, Chaminade, Lidström, Korngold, Alfvén, Chabrier, Koechlin, Medtner, Pierné, etc - y arreglador de música de cámara.
Se destaca particularmente en música de cámara a menudo acompañado por Mats Lidström y Nils-Erik Sparf. aunque su mayor relevancia internacional se debe a ser el acompañante de la mezzo-soprano Anne Sofie von Otter  con quien ha registrado decenas de recitales además de haber participado en proyectos como el de canciones compuestas en Terezín ganando el Premio  Diapason d'Or y el Premio Sueco de la música clásica en 2008.
Ambos fueron ganadores del Gramophone Award al disco del año 1995 por su recital de canciones de Edward Grieg.
Es director de las series de música de cámara del Festival de Estocolmo.